# Edward S. Lacey

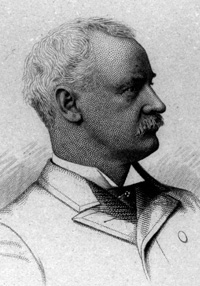
Edward S. Lacey

Edward Samuel Lacey (* 26. November 1835 in Chili, Monroe County, New York; † 2. Oktober 1916 in Evanston, Illinois) war ein US-amerikanischer Politiker. Zwischen 1881 und 1885 vertrat er den Bundesstaat Michigan im US-Repräsentantenhaus.

## Werdegang
Im Jahr 1842 zog Edward Lacey mit seinen Eltern nach Michigan. Die Familie ließ sich zunächst im Branch County und ab 1843 im Eaton County nieder. Lacey besuchte die öffentlichen Schulen seiner neuen Heimat. Danach arbeitete er in verschiedenen Berufen; unter anderem war er im Bankgewerbe tätig. Zwischen 1853 und 1857 lebte er in Kalamazoo und danach in Charlotte. In dieser Stadt wurde er im Jahr 1871 zum Bürgermeister gewählt. Von 1860 bis 1864 war Lacey Grundbuchbeamter im Eaton County. Zwischen 1874 und 1880 fungierte er auch als Kurator der staatlichen Nervenheilanstalt von Michigan.
Politisch war Lacey Mitglied der Republikanischen Partei. Im Jahr 1876 war er Delegierter zur Republican National Convention in Cincinnati, auf der Rutherford B. Hayes als Präsidentschaftskandidat nominiert wurde. Von 1882 bis 1884 war Lacey regionaler Parteivorsitzender für Michigan. Bei den Kongresswahlen des Jahres 1880 wurde er im dritten Wahlbezirk seines Staates in das US-Repräsentantenhaus in Washington, D.C. gewählt, wo er am 4. März 1881 die Nachfolge von Jonas H. McGowan antrat. Nach einer Wiederwahl im Jahr 1882 konnte er bis zum 3. März 1885 zwei Legislaturperioden im Kongress absolvieren. Im Jahr 1884 verzichtete Lacey auf eine weitere Kandidatur.
Im Jahr 1889 wurde Lacey von Präsident Benjamin Harrison als Nachfolger von William L. Trenholm zum Comptroller of the Currency ernannt. Diese hochrangige Position innerhalb des US-Finanzministeriums bekleidete er bis 1892. Danach zog er nach Chicago, wo er im Bankgewerbe arbeitete. Edward Lacey starb am 2. Oktober 1916 in Evanston nahe Chicago.